# Hockey Club de Caen
Die Drakkars de Caen (offizieller Name: Hockey Club de Caen) sind eine französische Eishockeymannschaft aus Caen, welche 1968 gegründet wurde und in der Division 1, der zweithöchsten französischen Eishockeyliga, spielt. Seine Heimspiele trägt der Club im 856 Zuschauer fassenden Patinoire de Caen la mer aus.

## Geschichte
Der Hockey Club de Caen wurde 1968 gegründet. Seinen bisher größten Erfolg konnte der Club im Jahr 2000 feiern, als man überraschend die Coupe de France, den nationalen Pokalwettbewerb, gewann. Erst zwei Jahre zuvor stieg Caen als Meister der Division 1 in die Ligue Magnus, die höchste französische Eishockeyliga auf. Doch bereits in der Saison 2000/01, der ersten nach dem Pokaltriumph, stieg man als Vorletzter nach nur drei Jahren wieder aus der ersten Liga ab. Erst in der Saison 2005/06 spielten die Drakkars wieder in der Ligue Magnus. In der ersten Saison nach ihrem Wiederaufstieg wurden sie Drittletzter von 14 Mannschaften. In der Saison 2006/07 erreichte man als Viertletzter die Qualifikationsrunde für die Playoffs, in der man allerdings mit 0:2-Spielen den Gothiques d’Amiens unterlag.
Nach einem enttäuschenden letzten Platz in der Saison 2007/08 musste Caen zum zweiten Mal innerhalb von sieben Jahren den Abstieg aus der Ligue Magnus hinnehmen. In der Saison 2009/10 gelang als Erstplatzierter der Division 1 und anschließenden Siegen in den Play-offs der Wiederaufstieg in die höchste Spielklasse. Nachdem die Mannschaft 2011, 2013 und 2014 über die Relegation den Klassenerhalt erreichte und 2012 als Zwölfter sogar das Achtelfinale der Playoffs erreicht hatte, belegte sie 2015 zum dritten Mal in Folge den letzten Platz der Hauptrunde und verlor diesmal auch die Playdowns gegen den Vorletzten, den Lyon Hockey Club, und musste daher nach fünf Jahren die höchste französische Spielklasse wieder verlassen.
Weiters nahm der Club in der Saison 2000/01 an der Austragung des IIHF Continental Cup teil. In einer Gruppe mit den Herning Blue Fox, Nijmegen Tigers und dem CH Txuri Urdin gelangen zwei Siege, eine Partie wurde verloren. Als Gruppenzweiter hinter den Herning Blue Fox wurde der Einzug in die zweite Runde verfehlt.

## Erfolge
- Meister in der Division 1: 1979, 1989, 1998, 2010
- Coupe de France: 2000

## Bekannte ehemalige Spieler
- Juha Virenius
- Jimmy Provencher
- Damien Fleury
- Luc Chauvel